# Mungo Park
Mungo Park (11 de setembre de 1771 - 1806) va ser un explorador escocès que explorà Àfrica. Es considera que va ser el primer occidental en veure el riu Níger.

## Biografia
Mungo Park nasqué en una granja a Selkirkshire Escòcia. La família de Mungo eren dissidents i va ser educat en el calvinisme. Va rebre educació a casa seva abans d'assistir a l'escola de gramàtica de Selkirk, allí va ser aprenent d'un cirurgià i es va casar amb la seva filla Allison. L'octubre de 1788, Park començà a estudiar medicina i botànica a la Universitat d'Edinburgh. El mateix any ell mateix i Sir Joseph Banks fundaren la Linnean Society de Londres. Recomanat per Banks obtingué el lloc d'ajudant de cirurgià a bord del vaixell Worcester. El febrer de 1793 el Worcester partí cap a Bengkulu a Sumatra. A la seva tornada, Park donà la descripció científica de 8 peixos trobats a Sumatra junt amb plantes rares del mateix lloc.

## Primer viatge

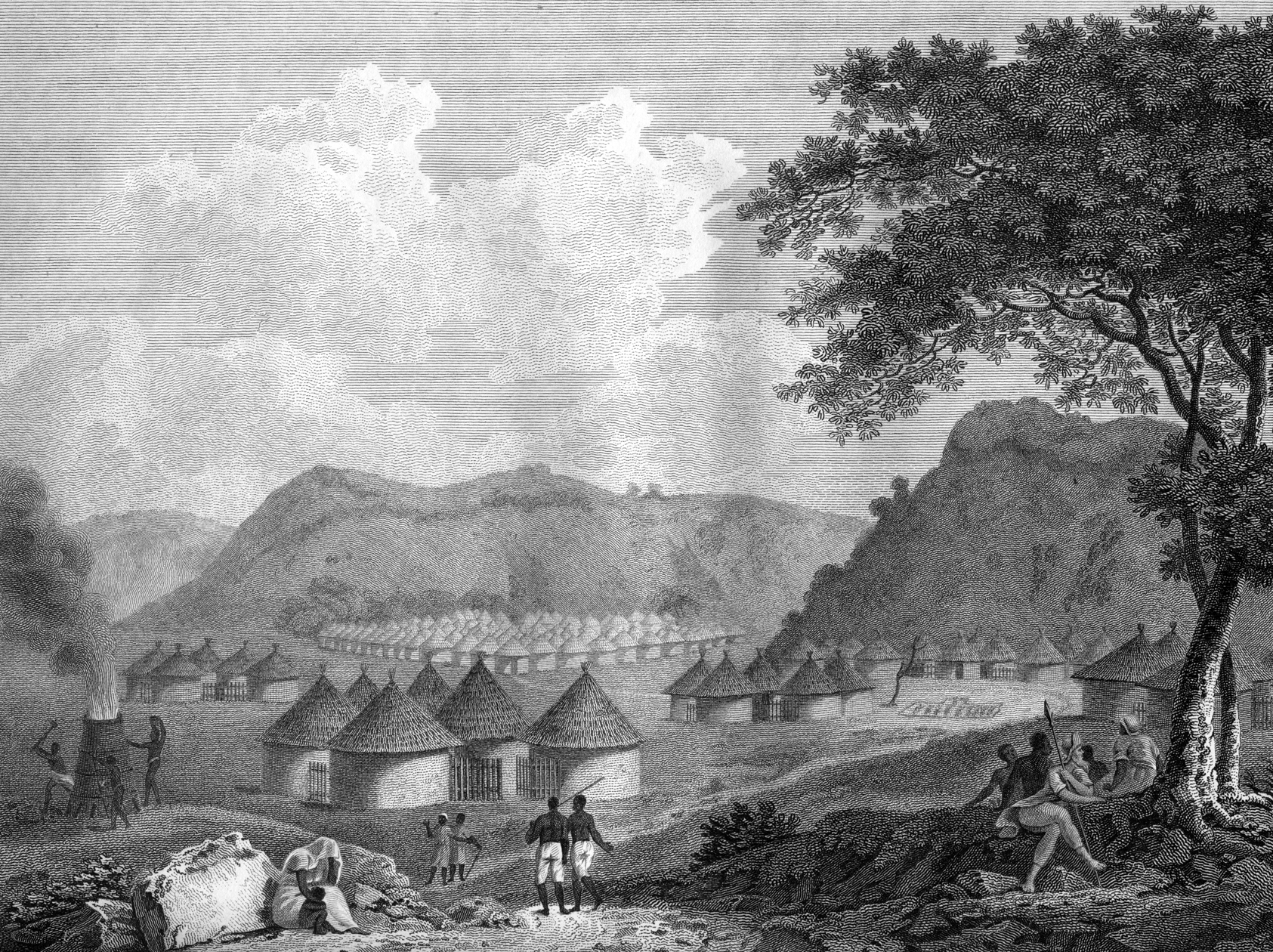
Vista de Kamalia a Àfrica de l'obra de Park, Travels in the Interior Districts of Africa

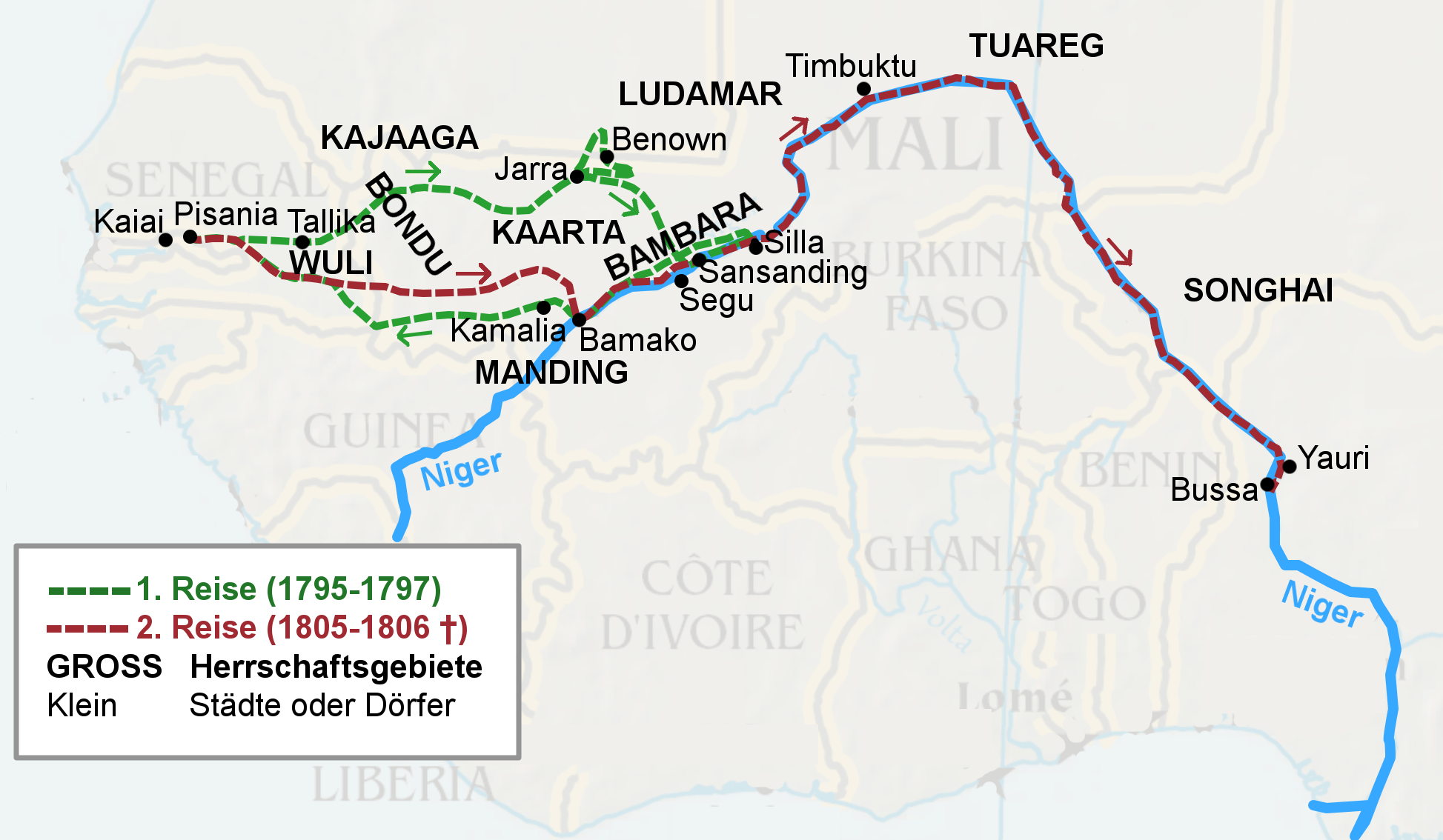
Mapa dels viatges de Mungo Park

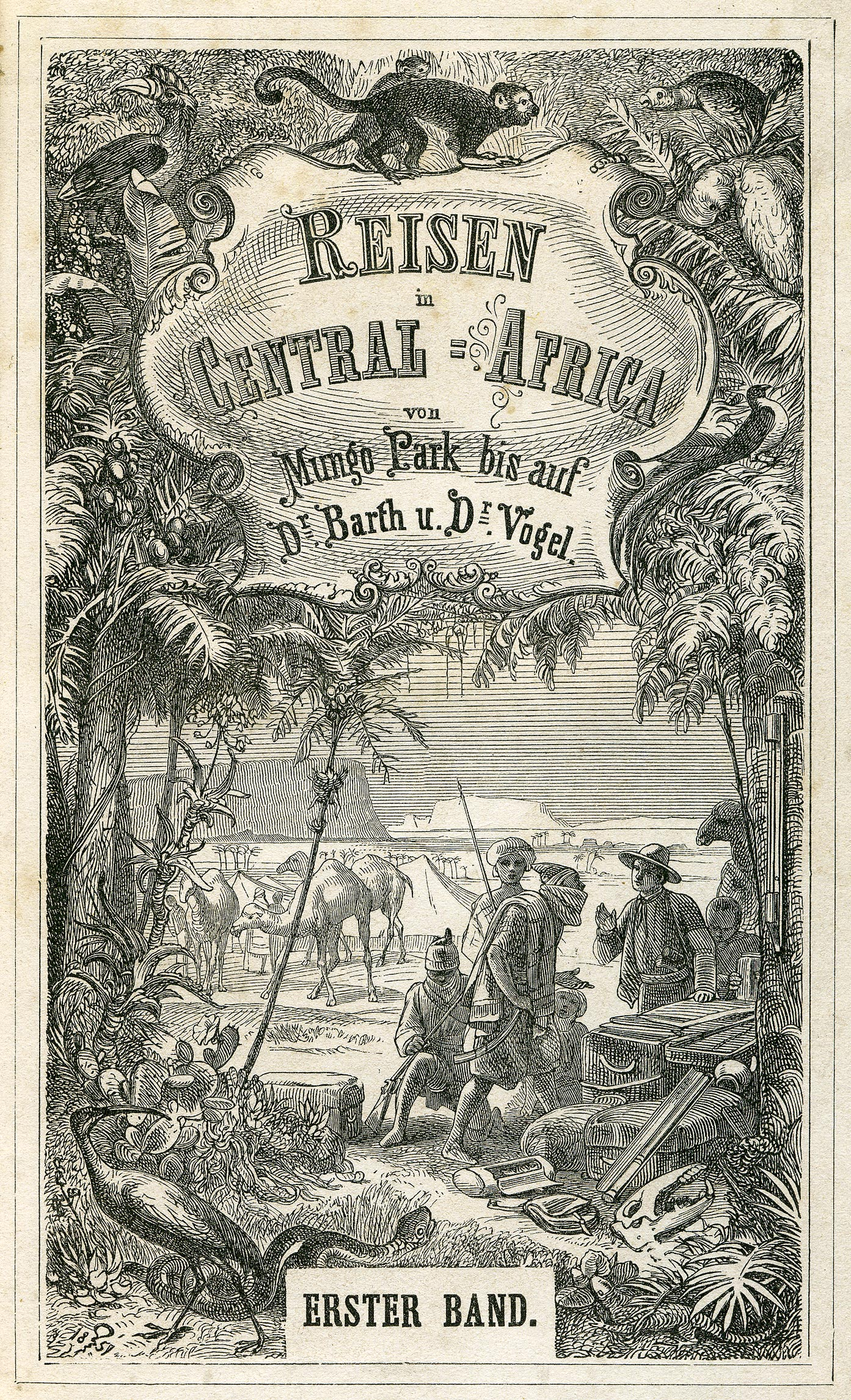
Park va ser un dels primers exploradors a Àfrica central.

El 1794 Park oferí els seus serveis a l'African Association, que aleshores cercava un successor del Major Daniel Houghton, qui morí al Sàhara. Park, amb el suport de Sir Joseph Banks, va ser l'escollit.
El 21 de juny de 1795, arribà al riu Gàmbia i el va remuntar 200 milles fins a l'estació comercial britànica de Pisania. Explorà l'interior de la regió per la conca del riu Senegal. A Ludamar va ser empresonat per un cap local durant quatre mesos fins que aconseguí escapar. El dia 21 de juliol de 1794 arribà a Ségou sobre el riu Níger, seguí el curs del riu durant 80 milles fins a Silla
Finalment arribà a Pisania una altra vegada i el 10 de juny partí cap Escòcia on hi arribà, via Antigua, el 22 de desembre. La notícia de descobridor del riu Níger el va fer molt popular.

## Segon viatge
A la tardor de 1803 el govern britànic invità Mungo Park a portar a terme una altra expedició al riu Níger. Park, va estudiar àrab. Park en aquell moment pensava que el Níger i el Congo eren el mateix riu. El 31 de gener de 1805 partí de Portsmouth cap a Gàmbia. L'expedició no arribà al Níger fins a mitjan agost. El trajecte des de Bamako a Ségou es va fer amb canoa. El gener de 1806 es va rebre la darrera comunicació de Park. Morí atacat pels natius i les seves restes mortals són enterrades a la riba del riu Níger a Jebba Nigèria

## Obra
- Park, Mungo. Travels in the Interior Districts of Africa: Performed in the Years 1795, 1796, and 1797.  London: John Murray, 1816.

## Medalla
La Royal Scottish Geographical Society concedeix la Mungo Park Medal cada any.